# Bílsko u Hořic
Bílsko u Hořic là một làng thuộc huyện Jičín, vùng Královéhradecký, Cộng hòa Séc.